# Ramón Galarza
Ramón Galarza (Lisboa, 1 de novembro de 1957) é um músico, produtor e empresário português, filho do maestro basco, radicado em Portugal, Shegundo Galarza.
Tendo iniciado a sua formação profissional aos sete anos de idade, Ramón Galarza começou por aprender piano e bateria, optando pela bateria como instrumento principal.
Como produtor e músico, colaborou com alguns dos principais nomes da música, do espetáculo e do entretenimento em Portugal, tais como: Adelaide Ferreira, Afonsinhos do Condado, António Pinto Basto, Avô Cantigas, Banda do Casaco, Beto, Blind Zero, Carlos Paião, Contra Informação, Dino Meira, Doce, Dulce Pontes, Gato Fedorento, José Cid, Marco Paulo, Maria Rueff, Nicolau Breyner, Pedro Miguéis, Rão Kyao, Rita Guerra, Rui Veloso, Xutos e Pontapés, entre outros.
Nos últimos anos, tem-se dedicado ao trabalho de composição, orquestração e produção, simultaneamente com a direção da empresa de produções e estúdios de gravação Tchatchatcha, atuando ao vivo em concertos com a Ramón Galarza's Band.

## Carreira musical
A sua carreira musical profissional teve início em 1976, quando foi convidado por Zeca Afonso para ser o percussionista do disco Com as minhas tamanquinhas. No ano seguinte, integrou a banda Tempo, com Zé Nabo, e, em 1978, colaborou como baterista e compositor no disco 10.000 anos depois Entre Vénus e Marte de José Cid.
Fez parte da fundação da "Banda Sonora" de Rui Veloso, participando como baterista nos discos Ar de Rock, Um café e um bagaço, Fora de moda e Rui Veloso, bem como nos concertos ao vivo.
Em 1983, passou a dedicar-se ao trabalho de produção musical e, como produtor, arranjador e músico colaborou em numerosos discos de música ligeira, popular, pop-rock, rock e jazz, participando em vários certames em Portugal e em países como o Brasil, a Bulgária, Espanha, Estados Unidos, Malta, Paraguai e Turquia.
Como músico, participou em espetáculos de Luís Madureira e Anamar, no bar "Frágil", sendo baterista no disco Banda do Casaco com Ti Chitas. Em 1986, criou a "Tchatchatcha", empresa de produções musicais com estúdios próprios de gravação. No mesmo ano, produziu o disco Entre um coco e um adeus de Adelaide Ferreira e colaborou no disco As noites íntimas de um hotel com estrelas de Tozé Brito.
Iniciou a colaboração com o grupo Xutos e Pontapés em 1988. Com Paulo Junqueiro, coproduziu os álbuns 88, o triplo Xutos ao Vivo, Gritos mudos e os singles Submissão e Inimigos. Tocou como teclista e percussionista do grupo até fins de 1991.
Em 2009, lançou o seu primeiro disco a solo, Herr G - 51.11, com 50% das receitas de todo o projeto a reverterem a favor da instituição de solidariedade Ajuda de Berço. Dando continuidade a este projeto, em 2018, lançou o seu segundo disco, Galarza, com a recentemente formada Ramón Galarza's Band – constituída por Bernardo Fesch, António Mão de Ferro, Diogo Santos e Moisés Fernandes – que, em 2021, lançou o seu segundo disco, Qu'est-ce qui se passe?
Em 2020, durante o confinamento imposto pelo COVID 19, Ramón Galarza compôs e publicou sete exercícios do projeto Symetrix - volume 1, projeto que teve continuidade, em 2023, com a edição do disco Symetrix Universe, gravado com a Orquestra Filarmónica Portuguesa. Entretanto, em 2022, compôs a banda sonora e fez a direção musical do espetáculo Circo, no Coliseu do Porto.

## Televisão
Foi diretor musical e baterista no programa O Tal Canal (1981) de Herman José. Repetiria a experiência de trabalhar com Herman José, nos programas Hermanias e Crime na pensão Estrelinha.
Foi produtor da RTP nos festivais da Eurovisão em Haia (1980), Bucareste (2006), Moscovo (2009), Dusserdolf (2011), Baku (2012), Copenhaga (2014) e Viena (2015). Foi produtor e diretor musical das séries da RTP Rua Sésamo e dos projetos Clássicos Disney e Uma história por dia da Walt Disney e foi autor do hino da RTP Internacional. Em 1992, foi consultor e diretor musical do programa de televisão Cultura/RTPi Em português nos entendemos de Carlos Pinto Coelho. Produziu a banda sonora da série televisiva Claxon que saiu com o selo A&R, sendo o R de Ramón. Em 2002, foi responsável musical do programa Bravo Bravíssimo e foi diretor de dobragens de várias séries de animação para a RTP.
Na SIC, começou a produção da série infantil Jardim da Celeste em 1994, faz parte do júri fixo dos programas Chuva de estrelas e Ídolos, em 1996. Em 2000, iniciou a colaboração, como diretor musical, nos programas de Natal da SIC. Em 2003, fez a produção musical do programa Academia de Famosos da TVI.
Foi autor de diversos genéricos de televisão e de rádio, assim como de bandas sonoras das telenovelas O último beijo, A joia de África, Saber amar, Amanhecer, Coração malandro, Morangos com açúcar e Queridas feras. Em 2006, foi autor do tema do genérico de Diz que é uma espécie de magazine do Gato Fedorento. Em 2007, foi convidado para produzir uma canção para Festival RTP da Canção: "As minhas guitarras", interpretada por Cuca Roseta.

## Cinema e teatro
Em 1990, fez a adaptação e a direção da comédia musical Os bancários também têm alma, com Raul Solnado. Em 1996, compôs a música do filme Tempestade da terra de Fernando d'Almeida e Silva e foi júri do programa Ídolos da estação SIC. Colaborou com os Xutos, em 1998, na banda sonora do filme Tentação de Joaquim Leitão.

## Reconhecimento
Como produtor musical, recebeu 18 discos de platina, 30 de ouro e 36 de prata. Foi galardoado com os prémios de orquestração no Festival RTP da Canção e no festival da Nova Gente.